# Assjack
Assjack is een Amerikaanse heavy metalband onder leiding van Hank Williams III en Garrett Bremer. Assjack is een van de drie incarnaties van de liveshow van Williams en ze begonnen van 2008 tot 2010 met het spelen van psychobilly materiaal, totdat ze uitgroeiden tot een strikte trashmetalband.

## Bezetting
Huidige bezetting
- Hank Williams III (zang, gitaar)
- Gary Lindsey (co-zang)
- Garrett Bremer (drums)

Toer- en voormalige leden
- Christopher Arp (gitaar)
- Kevin Bond (gitaar)
- Zach Shedd (basgitaar)
- Joe Fazzio (drums)
- Brian Poskochil (co-zang)

- Tim Yeung (drums)
- Munesh Sami (drums)
- Joe Buck (basgitaar)
- Grahm Reynolds (gitaar)

## Geschiedenis
Voor het langverwachte gelijknamige studiodebuut van Assjack uit 2009 zong en bespeelde alleen Williams alle instrumenten op de opname. Voor live-doeleinden heeft de band Gary Lindsey (zang), Hank Williams III (gitaar, zang) en Joe Buck, die vroeger op bas zat maar nu gefocust is op zijn solocarrière. Assjack heeft door de jaren heen een draaibare drum en achtergrondzang gehad. Tijdens recente tournees heeft Chris Arp leadgitaar gespeeld. Hank III bevestigde in een interview van 10 november 2009 dat er geen nieuw Assjack-materiaal in de maak is, omdat het zo lang is tegengehouden door Curb Records. Hank III verklaarde ook dat nadat Curb was gevallen (na het uitbrengen van zijn soloalbum Rebel Within in 2010), hij zijn muziek en die van Assjack naar een hoger niveau zou tillen.

## Discografie

### Singles
- 2009:	Redneck Ride

### Albums
- 2009: Assjack	(Curb Records)

### Muziekvideo
- 2009:	Redneck Ride